# 뉴에코타 조약
뉴 에코타 조약(Treaty of New Echota)은 미국 조지아주의 뉴에타코에서 미국의 정부 관리와 체로키족 소수의 정치 지도자 간에 맺어진 협약이다. 이 조약은 1836년 개정되어 비준되었다. 이 조약은 전 체로키 국가가 인디언 준주가 있는 서부로 이주한다는 내용이 담긴 조약이다. 이 조약이 체로키 국가 위원회에 승인을 받은 것은 아니지만, 미국 상원에서 비준되었고, 법적인 효력을 갖는 “눈물의 길”이라는 강제 이주를 집행하게 된다.

## 배경
1820년대 말, 체로키 국가의 영토는 테네시주, 앨라배마주, 노스캐롤라이나주에 조금씩 걸친 조지아주의 북서쪽에 위치하고 있었다. 약 16,000명의 체로키 부족민들이 이 영토에서 살고 있었고, 일부는 현재의 텍사스주나 아칸소주로 이주를 했다. 1826년 조지아 주의 입법부가 존 퀸시 애덤스 정부에게 이주 조약을 협의하라고 요구하였다. 인디언 주권을 옹호하고 있었던 애덤스는 처음에는 거부를 했지만, 조지아 주가 당시의 조약을 무효화하려고 위협하자, 그는 체로키에서 협상을 위해 접근하였다. 이주 협상이 진전 없는 진행되던 일 년 후, 1828년 이주를 옹호하는 앤드루 잭슨이 대통령 선거에서 당선되었다.
대통령 선거 직후 조지아 주는 무효화 위협을 행사했다.

## 협상
앤드루 잭슨이 1832년 대통령 선거에서 압도적으로 재선됨에 따라, 체로키 족에서 가장 집요하게 이주 반대를 주장하던 사람도 그 입장에 대해 재고하기 시작했다. 체로키 족의 메이저 릿지가 이끄는 그 아들 존 릿지와 조카의 일라이어스 부디놋, 그리고 스탠드 와티는 "릿지당" 혹은 "조약당"이라는 당파를 만들었다. 릿지당은 백인 불법 거주자 또는 주 정부와 폭력 투쟁으로 사태의 악화되기 전에 미국에게 유리한 조건을 이끌어 내는 것이 체로키 족에게 더 이익이 된다고 믿었다. 존 릿지는 1820년대 후반에 잭슨의 관료들과 비공식 대화를 시작했다. 한편, 체로키 족의 이주를 예측하고, 조지아주 체로키 땅을 시민에게 분할 분배하기 위해 개최하는 추첨 준비를 시작했다.
하지만 체로키 족이 선택한 존 로스 수장과 기타 다수의 인디언들은 이주를 단호하게 반대하였다. 그리하여 정치적인 힘겨루기가 시작되었다. 로스 수장은 1832년 부족 선거를 취소하고, 릿지당을 규탄하면서 그 당원 한 사람을 죽였다. 릿지당은 이에 대항하기 위해 체로키 족의 일부만을 대표하는 위원회를 구성했다. 이 사건으로 체로키 족을 두 개로 분열되었고, 서부 체로키 족은 메이저 릿지가 이끌었고, 동부 체로키족은 존 로스 수장을 체로키 족의 수장으로 인정하였다.
1835년 잭슨은 존 F. 셔머혼 목사를 조약 교섭의 대리인으로 임명했다. 미국 정부는 인디언의 이주를 대가로 450만 달러를 지불한다는 제안을 했다. 이 조건은 1835년 10월 체로키 위원회에 의해 거절되었다. 로스 수장은 자신이 관리하는 부족과 릿지당 사이의 간극을 메우기 위해, 존 릿지와 함께 새로운 협상을 위해 워싱턴 DC에 갔다가 셔머혼과 협상하도록 외면당했다.

## 비준
그동안 셔머혼은 조지아 주의 뉴에코타에서 이주찬성파와 위원회를 구성했다. 수천 명의 체로키 부족 중 불과 500명이 소집에 참석하였고, 1835년 12월 30일, 메이저 릿지와 일라이어스 부디놋을 포함하여, 체로키 족의 이주를 찬성하는 21명이 《뉴에코타 조약》에 서명하거나 서명의 대용을 의미하는 "X" 표시를 남겼다. 존 릿지와 스탠드 와티는 조약문이 워싱턴에 돌아왔을 때 서명했다. 로스 수장은 예상대로 서명을 거부했다. 서명한 사람은 1829년 존 릿지가 기초를 하여 제정한 체로키 족의 규칙을 위반하고 있었다. 그 규칙에 따르면, 체로키 족의 토지를 매도하는데 동의한 범법자는 사형이었다.
체로키 위원회는 아무도 서면으로 서명하지 않았다. 이 조약은 미시시피 강 동쪽의 체로키 족 토지를 매도하는 것에 동의하는 조약이었다. 체로키 위원회와 로스 수장은 이 문서가 사기라는 강력하게 항의를 했지만, 1836년 5월 23일, 미국 의회는 단 한 번의 투표로 조약을 비준했다.

## 같이 보기
- 인디언 이주
- 눈물의 길